# Linia B metra w Rzymie
Linia B metra w Rzymie – pierwsza linia rzymskiego metra. Przecina Rzym ukośnie od północnego wschodu (od stacji Rebibbia, w dzielnicy Rebibbia) na południe (kończąc się na Laurentina, w dzielnicy Europa). Przecina linię A na stacji Termini. Ma 22 stacje i długość 18,151 km. Na mapach figuruje jako linia niebieska.
Pociągi na linii kursują w godzinach 5.30–23.30. Od 18 stycznia 2008, w piątki i soboty metro kursuje do godz. 1.30. Przewozi dziennie około 300 000 osób i uruchamia 377 pociągów na dobę, z częstotliwością w szczycie co 4,5 minut do co 6 minut w innych godzinach, przy maksymalnej częstotliwości 10 minut w większości poza godzinami szczytu.